# Fernando Varela (Fußballspieler, 1987)
Fernando Lopes dos Santos Varela (* 26. November 1987 in Cascais) ist ein kap-verdisch-portugiesischer Fußballspieler. Der Innenverteidiger steht seit 2022 beim Casa Pia AC in Lissabon unter Vertrag.

## Karriere

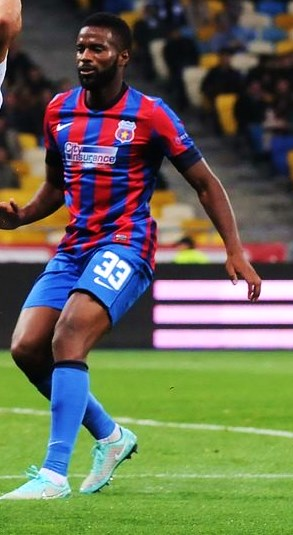
Varela im Trikot von
Steaua Bukarest (2014)

Im Jahr 2006 kam Varela in den Kader der ersten Mannschaft von GD Estoril Praia, die seinerzeit in der Segunda Liga spielte. Um Spielpraxis zu sammeln, wurde er Anfang 2007 für ein halbes Jahr an UD Rio Maior in die drittklassige Segunda Divisão ausgeliehen. Dort kam er regelmäßig zum Einsatz und kehrte im Sommer 2007 nach Estoril zurück. Dort kam er in der Folge häufiger zum Zuge. Zu Beginn des Jahres 2009 verließ er den Klub, da er die Chance erhielt, zu CD Trofense in die Primeira Liga zu wechseln. Mit seinem neuen Klub musste er am Saisonende in die Segunda Liga absteigen. Er blieb auch im Unterhaus in Trofa, wo er sich zum Stammspieler entwickelte, verpasste jedoch den Wiederaufstieg. Im Sommer 2011 verließ er den Klub und schloss sich CD Feirense, das stattdessen den Aufstieg erreicht hatte. Auch mit seinem neuen Klub beendete er die Saison 2011/12 auf einem Abstiegsplatz.
Anschließend verließ Varela Portugal und wechselte zum FC Vaslui in die rumänische Liga 1. Mit den Westmoldauern verpasste er die angestrebte Qualifikation zur Europa League. Anfang September 2013 schloss er sich dem amtierenden Meister Steaua Bukarest an. Dort gewann er mit der Meisterschaft 2014 seinen ersten Titel, nachdem er sich in der Rückrunde als Stammkraft in der Abwehr etabliert hatte. Im Sommer 2016 wechselt er zu PAOK Thessaloniki nach Griechenland. Dort erreichte er mit seinem Team die Vizemeisterschaft 2017 und den Pokalsieg. Der Pokalerfolg konnte 2018, 2019 und 2021 wiederholt werden. 2022 wechselte er zum Erstligisten Casa Pia AC.

## Nationalmannschaft
Am 15. Juni 2008 bestritt Varela sein erstes Länderspiel für die kapverdische Nationalmannschaft in einem WM-Qualifikationsspiel gegen Mauritius. Er kam in den folgenden Jahren nur selten zum Einsatz, stand aber im Aufgebot für die Afrikameisterschaft 2013. Dort kam er in allen vier Spielen seines Landes zum Einsatz. Im letzten Gruppenspiel gegen Angola erzielte er beim 2:1-Sieg den Treffer zum 1:1-Ausgleich.

## Erfolge
- Teilnahme an der Afrikameisterschaft: 2013, 2015
- Rumänischer Meister:  2014, 2015
- Rumänischer Ligapokalsieger: 2015
- Rumänischer Pokalsieger: 2015
- Griechischer Pokalsieger: 2017, 2018, 2019, 2021
- Griechischer Meister: 2019